# Tiriba-de-deville
Tiriba-de-deville (nome científico: Pyrrhura lucianii) é uma espécie de ave da família dos psitacídeos endêmica do Brasil.